# El Collet (Monistrol de Calders)
El Collet és una collada situada a 456,5 m d'altitud en el mateix poble de Monistrol de Calders, de la comarca del Moianès.
Està situat a l'extrem nord-oest del nucli urbà de Monistrol de Calders, a ran del Parc del Serrat, a la cruïlla dels carrers del Serrat, del Call i de la Mallola. Per aquest collet passava el camí de Moià.